# 梶谷素久
梶谷 素久（かじたに もとひさ、1937年（昭和12年）5月8日 - ）は、日本の社会学者。
岐阜県生まれ。1961年東京外国語大学英語科卒。1964年京都大学大学院文学研究科社会学修士課程修了、64年暁烏賞受賞。名城大学法学部助教授、教授、2008年定年。
1972-1974年オックスフォード大学客員研究員、1990年カリフォルニア大学ロサンゼルス校客員教授。国際社会学会 (ISA) 終身会員。

## 著書
- 『大英帝国とインド press and empire』第三文明社、1981
- 『社会学と日本』学文社、1999
- 『新社会学と日本』学文社、2002
- 『国際社会学と日本』学文社、2005
- 『大英帝国と日本』学文社、2008

### 共編著
- 『ヨーロッパ新聞史』編著 桜楓社、1969
- 『社会学グローバル』中久郎共編 御茶の水書房、1987
- 『現代社会学グローバル』中久郎共編 御茶の水書房、1991
- 『新・ヨーロッパ新聞史 ヨーロッパ社会と情報』編著 ブレーン出版、1991
- 『社会学とヨーロッパ』J.ランガー共編著 おうふう、1994

### 翻訳
- J.A.レント編『アジアの新聞』小松原久夫共編訳 東出版、1972
- T.B.ボットモア『社会学の課題』誠信書房、1980
- 『社会科学の史的展開 国際学会論集』編訳 学文社、1982
- 『社会学の歴史 国際学会論集』編・訳 学文社、1989

## 参考
- [ISBN 978-4-7620-1451-2]
- 『現代日本人名録』2002